# Arthur Schneier

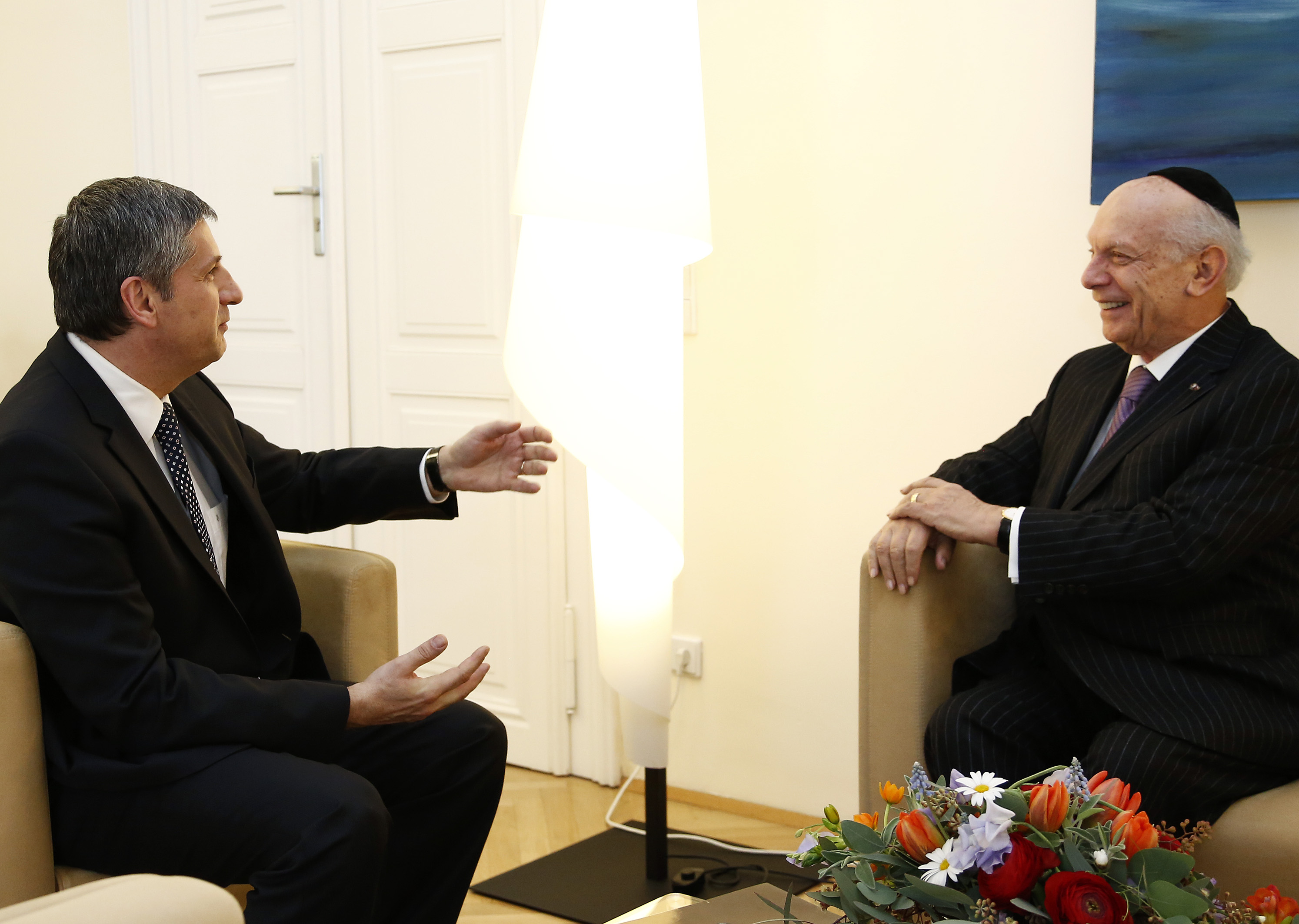
Spindelegger (links) empfängt Rabbi Schneier 2013

Arthur Schneier (* 20. März 1930 in Wien) ist ein US-amerikanischer Rabbiner.

## Leben und Werk
Arthur Schneier floh im November 1938 von Wien nach Budapest, wo er den Holocaust überlebte. 1947 wanderte er in die USA aus. Schneier wurde Rabbiner und promovierte zum Doktor der Theologie an der Yeshiva University in New York City.
Seit 1962 ist er das religiöse Oberhaupt der Park East Synagoge. Er ist Gründer und Vorsitzender der Stiftung The Appeal of Conscience Foundation, die 1965 ins Leben gerufen wurde. Arthur Schneier widmet sein Leben als Holocaustüberlebender der Verständigung und Toleranz.
Im Jahr 2001 verlieh ihm Präsident Bill Clinton als erstem Rabbiner die „Presidential Citizen Medal“, die zweithöchste zivile Auszeichnung der USA. Am 18. April 2008 empfing Schneier in der Park East Synagoge Papst Benedikt XVI. auf dessen sechstägiger Reise in die USA.
Schneier ist von zehn Universitäten der Titel eines Ehrendoktors verliehen worden. Die Yeshiva University benannte 2004 ihr Zentrum für Internationale Angelegenheiten nach Arthur Schneier. Im November 2018 wurde er von der österreichischen Bundesregierung eingeladen, anlässlich der Trauerfeiern zur 80. Wiederkehr der Novemberpogrome im Parlament die Festrede zu halten. Der Kernsatz seiner Rede lautete: „Antisemitismus ist ein Krebs“. Es bestehe die Gefahr, dass dieser Krebs nun zurückkomme.
Rabbi Schneier ist mit Elisabeth Nordmann Schneier verheiratet, sein Sohn ist Rabbi Marc Schneier.

## Auszeichnungen (Auszug)
- 1996: Karl-Renner-Preis
- 2001: Presidential Citizens Medal
- 2010: Großes Goldenes Ehrenzeichen für Verdienste um das Land Wien
- 2015: Silvesterorden[2]